# Pentatrichia alata
Pentatrichia alata là một loài thực vật có hoa trong họ Cúc. Loài này được S.Moore mô tả khoa học đầu tiên năm 1917.